# Lubricogobius
Lubricogobius és un gènere de peixos de la família dels gòbids i de l'ordre dels perciformes.

## Taxonomia
- Lubricogobius dinah (Randall & Senou, 2001)[2]
- Lubricogobius exiguus (Tanaka, 1915)[3]
- Lubricogobius ornatus (Fourmanoir, 1966)[4]
- Lubricogobius tre (Prokofiev, 2009)[5][6][7][8][9][10][11]